# Johann Conrad Dippel
Johann Conrad Dippel (Castelo Frankenstein, 10 de agosto de 1673 – Castelo Wittgenstein, em Bad Laasphe, 25 de abril de 1734) foi um alquimista, teólogo, e médico alemão (na área de anatomia), conhecido por utilizar técnicas bizarras. Utilizava dois pseudônimos: Christianus Democritus e Ernst Christoph Kleinmann. Sob o pseudônimo de Christianus Democritus publicou muitos livros, a maioria deles ainda está preservado. Dippel disse "Que religião não deve ser um dogma, deve ser amor e auto-sacrifício."

## Vida

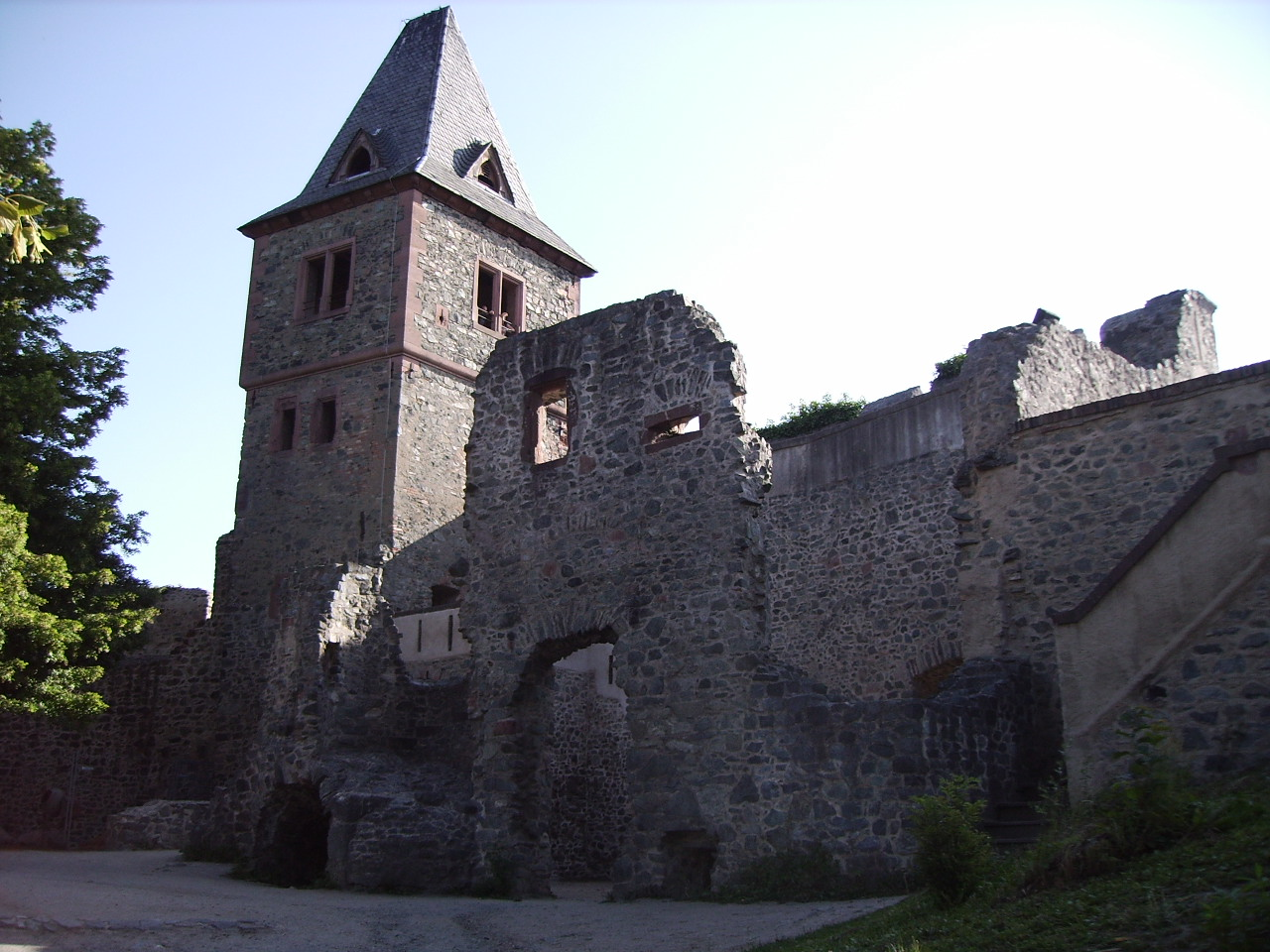
O Castelo Frankenstein, onde viveu Dippel, atualmente em ruínas.

Estudou alquimia, filosofia e teologia na Universidade de Geissen, onde conseguiu um grau mestre em teologia no ano de 1693.
Dippel morou no Castelo Frankenstein em Bergstrasse. Lá Dippel praticou alquimia, trabalhando com nitroglicerina, notou o uso medicinal dessa substância, existem boatos que dizem que devido ao manuseio da nitroglicerina, Dippel explodiu a torre do castelo, e que foi expulso da região pela população local, mas nada disso tem confirmação histórica. Neste período ele elaborou um óleo animal, chamado de Óleo de Dippel, alguns acreditam que seria o Elixir da Longa Vida. Há quem diga que Dippel trabalhava com cadáveres em tentativas de trazê-los de volta à vida. Segundo o folclore, algumas vezes Dippel assinava seu nome nos cadáveres como sendo "von Frankenstein" (nome da família que construíra o castelo), mesmo não tendo descendência da família. Mary Shelley pode ter ouvido o folclore quando esteve com a família em Genebra e se inspirado para criar o conto, apesar de nunca ter feito referência à isso.
Assim como Paracelso, Dippel foi outro alquimista que tentou criar o homunculus, um ser humano artificial criado através de alquimia, ele fecundava ovos de galinha com sêmen humano e tapava o orifício com sangue de menstruação. Em 1704 em Berlim, o químico e pintor Heinrich Diesbach tentava produzir um pigmento vermelho, mas devido ao uso de uma porção impura de carbonato de potássio o pigmento tornou-se azul. A porção contaminada foi cedida de Diesbach para Dippel, ambos trabalharam mais na receita do pigmento azul e se mudaram para Paris, fundando uma fábrica. A receita era um segredo de negócio, mas em 1724 tornou-se conhecida. Este pigmento se tornou conhecido como Azul da Prússia, substância muito usada atualmente na coloração de tecidos e em tintas para parede. Dippel morreria em 1734 provavelmente de ataque cardíaco, porém há quem diga que foi por envenenamento.